# Bevatron
Il Bevatron è stato un acceleratore di particelle, in particolare un sincrotrone per protoni, del Lawrence Berkeley National Laboratory in California, che ha operato dal 1954 al 1993.
Al Bevatron vennero effettuati gli esperimenti che portarono alla scoperta dell'antiprotone nel 1955. Per questa scoperta il fisico italiano Emilio Segrè e lo statunitense Owen Chamberlain ricevettero il Premio Nobel per la fisica nel 1959. I protoni venivano accelerati nell'anello di 55 m di diametro e venivano inviati a collidere su targhette metalliche, con un'energia finale di 6.5 GeV. Il nome Bevatron deriva dall'accezione inglese usata all'epoca per indicare i GeV: Billions of eV Synchrotron.

## Antiprotoni
Quando il Bevatron venne progettato, si supponeva che a ogni particella corrispondesse un'antiparticella di carica opposta, con identiche caratteristiche, secondo la Simmetria C.
Negli anni '30, Paul Dirac propose teoricamente l'esistenza dell'antimateria, come naturale conseguenza delle soluzioni dell'equazione di Dirac. Nel 1932, tramite lo studio dei raggi cosmici, Carl David Anderson e Victor Franz Hess scoprirono l'esistenza del positrone, l'antiparticella dell'elettrone aggiudicandosi il premio Nobel per la fisica nel 1936.
Durante la Seconda Guerra Mondiale,  nei raggi cosmici vennero individuati muoni e pioni positivi e negativi, portando a pensare che ogni particella potesse esistere nei due stati di carica.
Il Bevatron venne costruito con abbastanza energia da permettere la creazione degli antiprotoni e per mettere alla prova l'idea che ogni particella avesse la sua corrispondente antiparticella. Successivamente al Bevatron fu scoperto l'antineutrone, un anno dopo l'antiprotone, dal team guidato dall'italiano Oreste Piccioni. La conferma della validità della Simmetria C valse il premio Nobel per la fisica a Emilio Segrè e Owen Chamberlain.
In seguito alle scoperte effettuate al Bevatron, venne osservato che le interazioni deboli non conservavano la Simmetria P. Questo portò alla soluzione del Τ–θ puzzle, alla comprensione della stranezza, e alla nascita della Simmetria CPT, uno dei fondamenti della Teoria quantistica dei campi.

## Progettazione
Per poter produrre antiprotoni (di massa ~938 MeV/c2) nelle collisioni protone-nucleone su targhetta fissa, il fascio iniziale di protoni richiedeva un'energia di circa 6.2 GeV.
Quando l'acceleratore fu costruito non erano noti metodi per restringere la sezione del fascio: il fascio di protoni del Bevatron aveva una sezione di circa 1x4 feet (0.37 m2). Data l'ampiezza del fascio e l'energia richiesta, erano necessari un magnete di ferro di 10 000 t e un enorme sistema di creazione del vuoto.
Per generare il campo magnetico era necessario attivare un grande motore per ogni ciclo di accelerazione. Alla fine di ogni ciclo, dopo che il fascio prodotto era stato utilizzato, l'energia del campo magnetico veniva adoperata per far girare il motore, che a sua volta era utilizzato per dare potenza al nuovo ciclo, risparmiando energia. L'intero processo durava circa 5 secondi e il caratteristico suono del motore era udito in tutto l'edificio, quando l'acceleratore era in funzione.

## La camera a bolle a idrogeno liquido

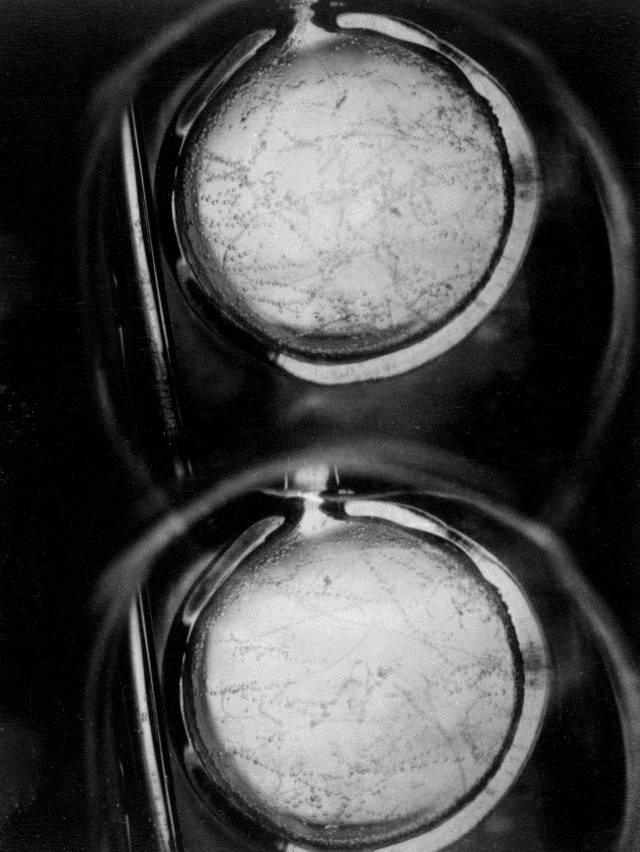
Le prime tracce osservate nella camera a bolle del Bevatron

I fasci primari di protoni e le particelle prodotte in seguito alle collisioni venivano studiati tramite diversi tipi di rivelatori, in particolare attraverso la camera a bolle a idrogeno liquido.
Migliaia di interazioni furono fotografate, misurate e studiate in dettaglio grazie a sistemi automatizzati e al lavoro incessante degli operatori (tipicamente le mogli dei ricercatori). I primi computer programmabili, estremamente complessi all'epoca, provvedevano a eseguire i fit delle tracce, permettendo di stimare l'energia, la massa e l'identità delle particelle prodotte. Luis Alvarez diresse gran parte di questo lavoro, ricevendo per i suoi contributi il premio Nobel per la fisica nel 1968, in un periodo in cui centinaia di particelle venivano scoperte, segnando l'inizio di una nuova era per la fisica delle particelle.

## BEVALAC
Nel 1971 il Bevatron subì un upgrade venendo utilizzato come acceleratore di ioni pesanti per l'acceleratore lineare SuperHILAC.  La collaborazione dei due acceleratori fu ideata da Albert Ghiorso, che ideò anche il nome Bevalac. Era in grado di accelerare tutti i nuclei della tavola periodica a energie relativistiche. Nel 1993 venne disattivato.

## Nuova generazione
Negli anni successivi fu ideata una nuova generazione di acceleratori, che usava un migliore sistema di focalizzazione del fascio, richiedendo così aperture minori, e quindi magneti molto più economici. Il Proton Synchrotron al CERN (1959) e Alternating Gradient Synchrotron ai Brookhaven National Laboratory (1960) furono i primi acceleratori di nuova generazione con un'apertura di almeno un ordine di grandezza minore in entrambe le direzioni trasverse della sezione del fascio, permettendo di raggiungere energie di 30 GeV con magneti molto più leggeri.
La demolizione del Bevatron iniziò nel 2009 da parte di Clauss Construction of Lakeside CA e fu portata a termine a metà del 2012.